# Charles Holland
Charles Alfred Holland, född 20 september 1908 i Aldridge, död 15 december 1989 i Aldridge, var en brittisk tävlingscyklist.
Holland blev olympisk bronsmedaljör i lagförföljelse vid sommarspelen 1932 i Los Angeles.